# Ascotis novilunaria
Ascotis novilunaria là một loài bướm đêm trong họ Geometridae.